# Carlien Dirkse van den Heuvel
Carlien Dirkse van den Heuvel, född den 16 april 1987 i 's-Hertogenbosch, Nederländerna, är en nederländsk landhockeyspelare.
Hon tog OS-guld i damernas landhockeyturnering i samband med de olympiska landhockeytävlingarna 2012 i London.
Vid de olympiska landhockeytävlingarna 2016 i Rio de Janeiro tog hon en silvermedalj efter förlust på straffar mot Storbritannien i finalen.